# 幻の町
『幻の町』（まぼろしのまち）は、倉本聰の原作及び脚本による北海道放送（HBC）制作の小樽市を舞台にした単発テレビドラマ。1976年2月8日、JNN系列で全国ネット放映された。東芝日曜劇場1000回記念シリーズの一作品でもある。正味48分のVTR作品。

## 概要
- 主演は笠智衆と田中絹代。稀代の名映画女優･田中絹代の数少ないテレビドラマ出演作品の一つ。台本を読んだ田中はこの作品を非常に気に入り、HBCが笠への出演交渉に苦心していることを知るや、田中は「私に任せて下さい」と言い、笠に直接出演を説得したというエピソードが残っている。ちなみに笠が出演を拒んでいた理由は風邪を引いていて体調が思わしくなく、「冬の北海道は寒い」から。それに対し田中は「何を言っているのですか！私たち役者は常に『これが最後の作品だ』という覚悟を持たないと」と話したという。実際には田中自身もこの頃は体調が優れず、放送翌年、脳腫瘍のため67年の生涯を閉じた。ちなみに、笠智衆と田中絹代のキスシーンが見られる。

- 他の出演は桃井かおり、北島三郎、室田日出男、丸谷小一郎、末吉敏男、細田恵子ら。

- 1976年度文化庁芸術祭賞優秀賞受賞作品、1976年度芸術選奨文部大臣賞受賞対象作品。

- 撮影についてはロケは全て小樽市内（小樽市公設水産地方卸売市場、小樽駅、旧浜小樽駅付近＜同市堺町＞、花園地区 等）で行い、それ以外はHBCの旧テレビ第1スタジオでのスタジオ収録であった。

- 2011年11月29日、TBSチャンネルにて再放送された。

- 2020年8月13日、日本映画専門チャンネルにて再放送された。
- 2021年1月23日、北海道放送にて、「HBC創立70周年記念ドラマアンコール」として再放送された（15:24 - 16:24）[1]。
- 2021年3月24日、北海道放送とポニーキャニオンから本作と『ばんえい』、『りんりんと』の3作を収録したDVD『倉本聰ドラマコレクション』がリリースされる[2]。

## ストーリー
老夫婦（笠智衆と田中絹代）は小樽の地へ降り立った。樺太（サハリン）からの引揚者であるこの夫婦は、老後ふたりして戦前に住んでいた樺太の真岡町（ホルムスク）の地図を作成していたのだが、当地の記憶が薄れた二人は真岡の情報を手に入れるため、小樽の旧知宅に寄った。しかしその旧知は既に亡くなっており、その娘（桃井かおり）しかいなかった。旧知宅を出、旅館に立ち寄った二人はそこで、作成していた地図がなくなったことに気づく。実はその地図は旧知宅に置き忘れていたのだが、老夫婦二人の行き先が分からない旧知の娘は、夫婦が立ち寄ったという会社を尋ねる。しかしそこで、その地図は真岡のものではなく、北海道の当別、静内、八雲の混ざった地図であったことが判明した。その後、なんとか老夫婦に地図が手渡されたが、娘は言いづらそうに「その地図、真岡じゃない…」と告白する。呆然とする老夫婦。この夫婦は樺太からの引揚後、一時期浦臼に住んでいたことがあったため、年老いた乏しい記憶は、そこと真岡の地図を混同してしまったのだ。途方に暮れながら港へ向かう老夫婦二人。「もう、あの故郷は幻となってしまったのですかねぇ…」と話していたその時、二人の目の前に樺太行きの船が入港してきた…。

## 主なスタッフ
- 作、脚本：倉本聰
- 音楽：広瀬量平
- 美術：赤羽真純
- 技術：川島国男
- プロデューサー、演出：守分寿男
- 制作著作：北海道放送（HBC）